# 市町村旗

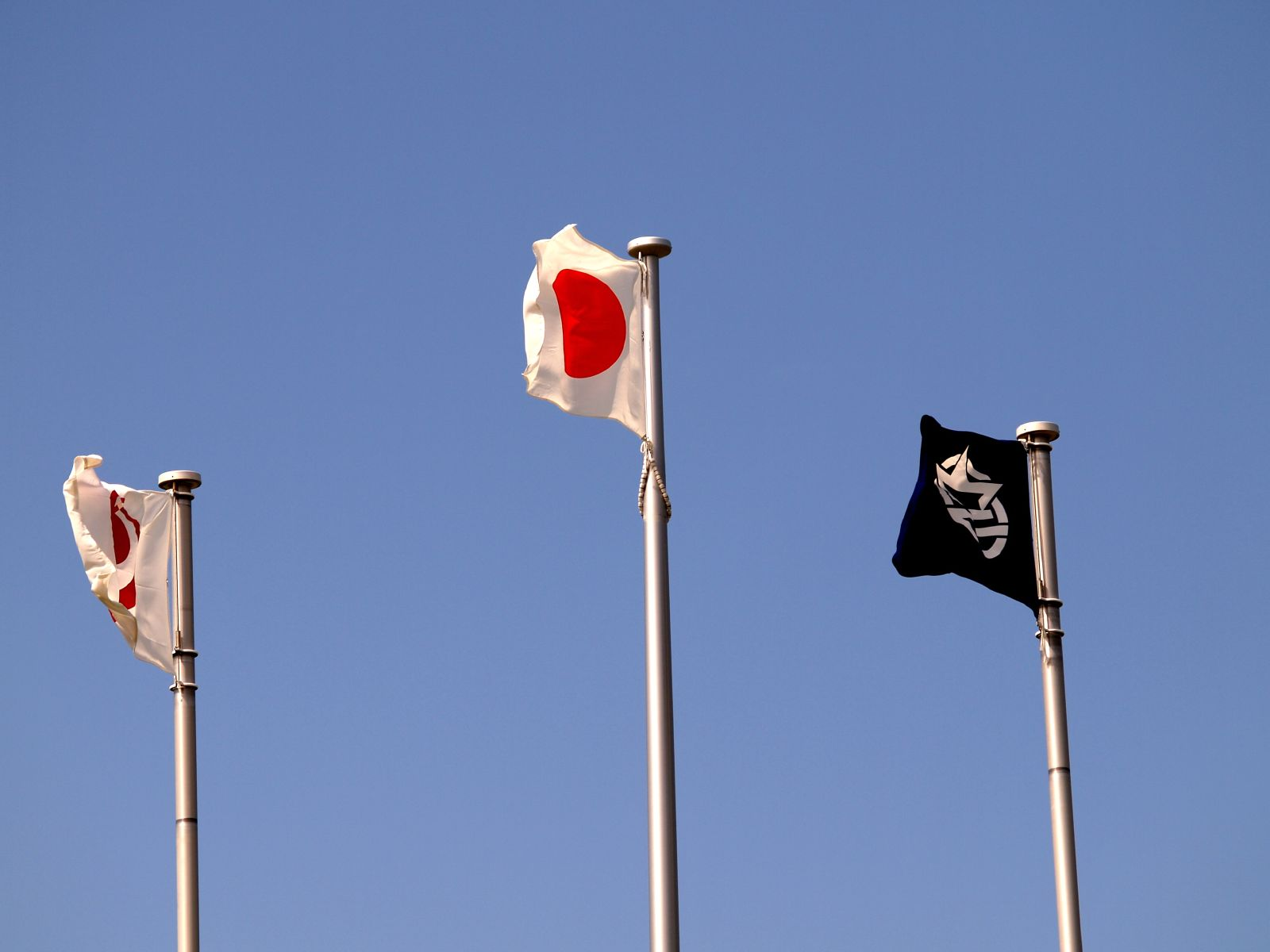
日本の官公庁では主に国旗・都道府県旗・自治体旗と一緒に掲げられることが多い
沖縄県浦添市にて

市町村旗（しちょうそんき）は、日本の市町村を象徴する旗である。

## 概説
市町村において公的行事や公的機関では国旗や都道府県旗などと一緒に市町村旗が掲揚される。
デザインとしては市町村章をそのまま市町村旗の中央に配置するものが多い。配色は都道府県旗に準じる場合が数多くみられ、群馬県旗に対する前橋・高崎・桐生市旗（紫と白の配色）や、神奈川県旗に対する横浜・横須賀・厚木市旗（白と赤の配色）などがあげられる。市町村によっては市町村章とは全く異なるデザインがある（例:兵庫県の姫路市や西宮市、佐賀県の多久市、鹿児島県の鹿屋市など）。

## 目的
- 自治体の標識を象徴・愛情精神・目指す政策を達成することを目的とするために制定され、そこで色を決めている[2][3][4]。
  - 例えを挙げるならば、愛知県豊橋市では、生活の向上と愛市精神を目的として[2]、新潟県刈羽郡刈羽村では住民意識の昂揚・親和・村民団結の表徴を図るために制定される[5]。

豊橋市旗
刈羽村旗

## 旗の使用場所

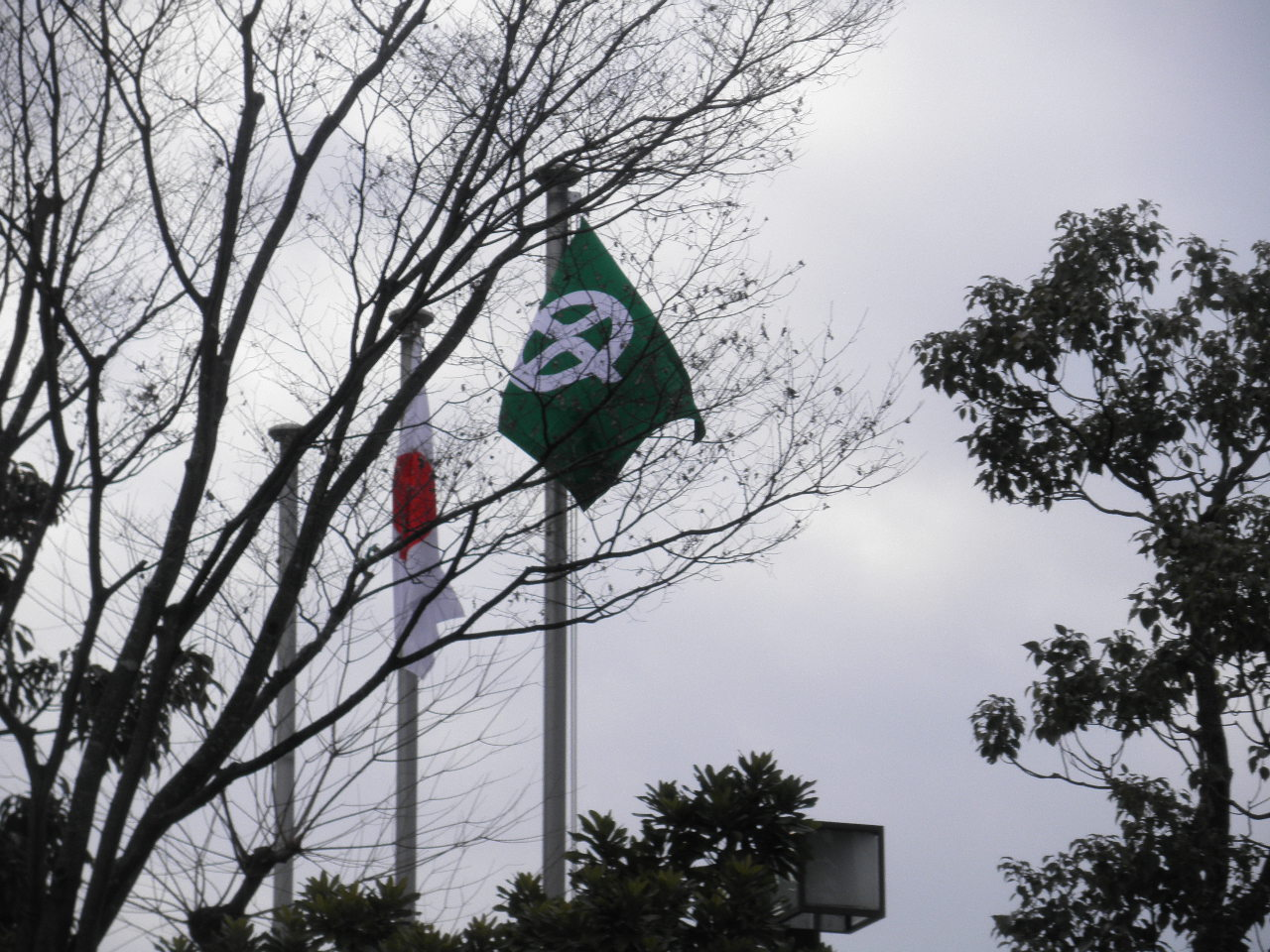
京田辺市役所に掲げられている京田辺市旗

- 官公庁や公共施設では国旗や都道府県旗と一緒に揚げられることが多い。建物の外側にあるポールの掲揚部分に職員によって掲揚され、管理者は総務課などに関係する部課で管理されている[6]。

- 市町村議会や、国際チャレンジデー・成人式・市町村立小学校、中学校、高校の体育祭や文化祭などの慣例行事にも使用される。

## 歴史
- 1964年に東京オリンピックが開催され、そこで「デザイン」と呼ばれる言葉が一般化されたことをきっかけにこれまで一色染が基本であったものが、二色染・三色染の旗が増えた[1]。

## 市町村旗の一覧
- 北海道地方
  - 北海道の市町村旗一覧
- 東北地方
  - 青森県の市町村旗一覧
  - 岩手県の市町村旗一覧
  - 宮城県の市町村旗一覧
  - 秋田県の市町村旗一覧
  - 山形県の市町村旗一覧
  - 福島県の市町村旗一覧
- 関東地方
  - 茨城県の市町村旗一覧
  - 栃木県の市町村旗一覧
  - 群馬県の市町村旗一覧
  - 埼玉県の市町村旗一覧
  - 千葉県の市町村旗一覧
  - 東京都の区市町村旗一覧
  - 神奈川県の市町村旗一覧
- 甲信越地方
  - 新潟県の市町村旗一覧
  - 長野県の市町村旗一覧
  - 山梨県の市町村旗一覧
- 北陸地方
  - 富山県の市町村旗一覧
  - 石川県の市町村旗一覧
  - 福井県の市町村旗一覧
- 東海地方
  - 岐阜県の市町村旗一覧
  - 静岡県の市町村旗一覧
  - 愛知県の市町村旗一覧
  - 三重県の市町村旗一覧
- 近畿地方
  - 滋賀県の市町村旗一覧
  - 京都府の市町村旗一覧
  - 大阪府の市町村旗一覧
  - 兵庫県の市町村旗一覧
  - 奈良県の市町村旗一覧
  - 和歌山県の市町村旗一覧
- 中国地方
  - 鳥取県の市町村旗一覧
  - 島根県の市町村旗一覧
  - 岡山県の市町村旗一覧
  - 広島県の市町村旗一覧
  - 山口県の市町村旗一覧
- 四国地方
  - 徳島県の市町村旗一覧
  - 香川県の市町村旗一覧
  - 愛媛県の市町村旗一覧
  - 高知県の市町村旗一覧
- 九州地方
  - 福岡県の市町村旗一覧
  - 佐賀県の市町村旗一覧
  - 長崎県の市町村旗一覧
  - 熊本県の市町村旗一覧
  - 大分県の市町村旗一覧
  - 宮崎県の市町村旗一覧
  - 鹿児島県の市町村旗一覧
- 沖縄地方
  - 沖縄県の市町村旗一覧